# Ratramnus von Corbie
Ratramnus (auch: Rathramnus) von Corbie († um 868) war ein Benediktinermönch und nonkonformistischer Theologe in der Abtei von Corbie.
Über sein Leben weiß man nur wenig. Am bekanntesten ist er als Autor einer Abhandlung über die Eucharistie, De corpore et sanguine Domini liber, in der er der Transsubstantiationslehre widerspricht, die sein Zeitgenosse aus der gleichen Abtei, Radbertus Paschasius, in einem ähnlichen Werk vertrat. Ratramnus suchte Wissenschaft und Religion miteinander zu vereinbaren, während Radbertus das Wunder betonte. Sie stimmten darin überein, dass Christus in der Eucharistie gegenwärtig sei – Radbertus zufolge durch ein Wunder und real, laut Ratramnus hingegen symbolisch und im Glauben. Ratramnus’ Ansichten fanden keine Zustimmung, ihr Autor fiel in Vergessenheit, und als das Buch 1050 auf der Synode von Vercelli als Irrlehre verdammt wurde, hielt man es für eine Arbeit von Johannes Scotus Eriugena im Auftrag Karls des Großen. Während der Reformation fand das Buch von neuem Interesse, es wurde 1532 veröffentlicht und sofort übersetzt. Einfluss hatte es besonders in England, wo der Reformator Thomas Cranmer sagte, dass es Ratramnus war, der ihn letztlich von der Irrigkeit der Transsubstantiationslehre überzeugte.
Auf Wunsch Karls des Kahlen schrieb Ratramnus zwei Bücher, die in der Debatte über die Erwählung Stellung bezogen: In De praedestinatione Dei, vertrat er die Lehre von der Prädestination. Auch das Schicksal Gottschalks von Orbais hielt ihn nicht davon ab, dessen gegen Hinkmar von Reims gerichtete Ansichten über die Richtigkeit des Ausdrucks trina Deitas zu unterstützen. Zu seiner Zeit war Ratramnus bekannt für seine vierbändige Schrift Contra Graecorum opposita (868), einen geschätzten Beitrag zur Kontroverse zwischen West- und Ostkirche, die durch die Enzyklika Photios I. 867 ausgelöst worden war. Eine Ausgabe von De corpore et sanguine Domini erschien 1859 in Oxford. Ratramnus verfasste auch die Epistola de Cynocephalis, in der er dafür eintritt, die Cynocephali, Leute mit Hundeköpfen, als Menschen anzusehen (Patrologia Latina 121: 1153-56).